# 1982 w nauce

## Nauki przyrodnicze i ścisłe

### Astronomia
- Bart Bok – Nagroda Henry Norris Russell Lectureship przyznawana przez American Astronomical Society.
- P. James E. Peebles – Nagroda Dannie Heineman Prize for Astrophysics przyznawana przez American Astronomical Society.

### Medycyna
- tomografia komputerowa ciała ludzkiego

## Nagrody Nobla
- Fizyka – Kenneth Geddes Wilson
- Chemia – Aaron Klug
- Medycyna – Sune Bergström, Bengt I. Samuelsson, John R. Vane